# Eching, Freising
Eching là một đô thị in the huyện Freising, in Upper Bavaria, nước Đức. Đô thị Eching, Freising có diện tích 37,83 km², dân số thời điểm 31 tháng 12 năm 2006 là 13.719 người.
Eching có cự ly 18 km về phía bắc Munich và 15 km về phía tây nam Freising.